# Pacte de non-agression germano-letton

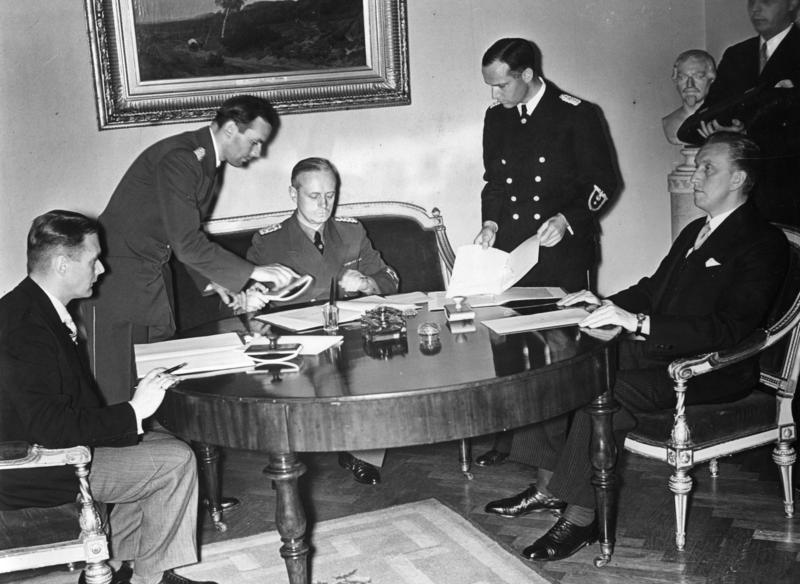
Signature des pactes de non-agression germano-estonien et germano-letton. Assis, de gauche à droite: Vilhelms Munters, ministre des Affaires étrangères letton, Joachim von Ribbentrop, ministre des Affaires étrangères allemand et Karl Selter, ministre des Affaires étrangères estonien.

Le Pacte de non-agression germano-letton fut signé à Berlin le 7 juin 1939.
Compte tenu de l'avance allemande à l’est, le gouvernement soviétique exigea une garantie anglo-française de l'indépendance des pays baltes, au cours de leurs négociations pour une alliance avec les puissances occidentales. Les gouvernements letton et estonien, toujours suspicieux des intentions soviétiques, décidèrent d'accepter un pacte de non-agression mutuelle avec l’Allemagne. Les pactes de non-agression germano-estonien et germano-letton furent signés à Berlin le 7 juin 1939 par les ministres des Affaires étrangères Vilhelms Munters et Joachim von Ribbentrop. Le lendemain, Adolf Hitler reçut les envoyés estoniens et lettons, au cours de cette entrevue souligna l’importance du maintien et du renforcement des liens commerciaux entre l'Allemagne et les États baltes. Les ratifications du Pacte germano-letton furent échangées à Berlin le 24 juillet 1939 et il entra en vigueur le jour même. Il fut enregistré dans le recueil des traités de la Société des Nations le 24 août 1939. Le Pacte était prévu pour une durée de dix ans.
Les pactes étaient destinées à empêcher les puissances occidentales ou l’Union soviétique de gagner de l'influence dans les pays baltes et ainsi encercler l'Allemagne (le pacte de non agression avec la Lituanie fut conclu en mars après l’ultimatum allemand à la Lituanie à propos la région de Klaipéda). Ces états étaient de fournir une barrière contre toute intervention soviétique dans la prochaine guerre germano-polonaise.
L'Allemagne nazie offrit de signer des pactes de non-agression avec l’Estonie, la Lettonie, la Finlande, le Danemark, la Norvège et la Suède le 28 avril 1939. La Suède, la Norvège et la Finlande rejetèrent la proposition. Les premiers projets furent préparés durant la première semaine de mai, mais la signature des traités fut retardée à deux reprises en raison de demandes de clarifications de la Lettonie.